# 玛丽夫人镇
玛丽夫人镇（法語：Dame-Marie，發音：[dam maʁi]）是海地格朗当斯省昂斯代诺区的市镇，总面积102.16平方千米，2015年人口38747。